# هنري السادس، الجزء الثاني

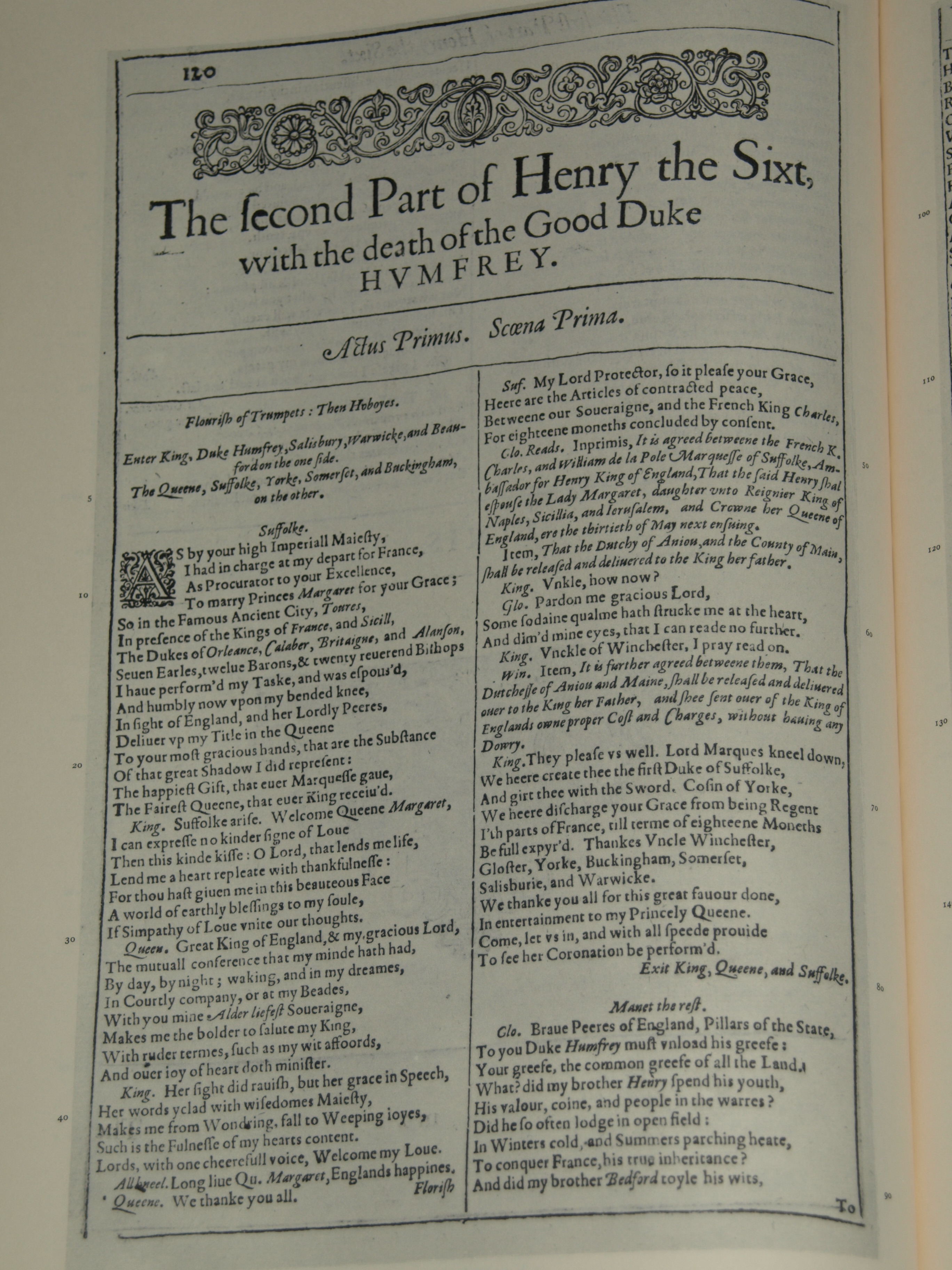
الطبعة الأولى من أول مطوية للمسرحية التاريخية هنري السادس، الجزء الثاني نُشرت في عام 1623

هنري السادس، الجزء الثاني (بالإنجليزية: Henry VI, Part 2) هي مسرحية تاريخية كُتبت عام 1591 من تأليف الكاتب الإنجليزي ويليام شكسبير تتحدث عن حياة الملك هنري السادس والصراعات التي واجهها مع النبلاء إضافة إلى وفاة مستشاره الذي وثق به همفري لانكاستر وصعود ريتشارد يورك للسلطة وحتمية الصراع المسلح الذي بدأ بمعركة سانت ألبانز الأولى أولى معارك حرب الوردتين. وبسبب كل هذه الأحداث يعتقد النقاد أن الجزء الثاني هو الأفضل بين هذه الأجزاء الثلاثة.